# Aisha Masaka
Aisha Masaka (* 10. November 2003 in Singida) ist eine tansanische Fußballspielerin, die als Stürmerin beim englischen Erstligisten Brighton & Hove Albion Women in der FA Women’s Super League (WSL) unter Vertrag steht. Sie war die erste Spielerin aus Tansania, die in dieser höchsten englischen Frauenfußball-Liga zum Einsatz kam.

## Leben
Masaka stammt aus der Region Singida in Tansania. Als Jugendliche spielte sie zunächst Straßenfußball und betrieb daneben Basketball und Volleyball, was bei ihren Eltern auf wenig Zustimmung stieß.
Ihre fußballerische Ausbildung erhielt sie an der Alliance Academy in Mwanza am Victoriasee, die Schule und Sport vereint. Danach wechselte sie zum Frauenteam Yanga Princess des Rekordmeisters Young Africans in Daressalam. In der Saison 2020/21 erzielte sie dort 35 Tore in 20 Ligaspielen und wurde Torschützenkönigin der tansanischen Premier League. Im selben Jahr führte sie die tansanische U-17-Nationalmannschaft als beste Torschützin mit zehn Treffern zum Sieg beim COSAFA-Cup.
Im Jahr 2022 unterschrieb Masaka beim schwedischen Erstligisten BK Häcken und debütierte noch im selben Jahr in der Qualifikation zur UEFA Women’s Champions League gegen Paris Saint-Germain. In ihren beiden Jahren in Göteborg kam sie auf fünf Treffer in 14 Einsätzen. Mit Häcken beendete sie beide Spielzeiten als schwedische Vizemeisterin und erreichte 2023 das Champions-League-Viertelfinale, ehe das Team gegen Paris Saint-Germain ausschied.
Im Sommer 2024 wechselte sie in die englische FA Women’s Super League zu Brighton & Hove Albion Women. Ihr Ligadebüt gab sie am 5. November 2024 als Einwechselspielerin gegen den FC Arsenal, verletzte sich jedoch kurz darauf schwer an der Schulter und fiel rund fünf Monate aus.
Wegen einer Knieverletzung, die sie sich im Juni 2025 während der Vorbereitung der Nationalmannschaft zuzog, musste sie ihre Teilnahme am Africa Women’s Cup of Nations 2025 absagen. Seit ihrem Debüt 2021 erzielte sie bislang neun Tore in 16 A-Länderspielen für die Twiga Stars.

## Wirken
Masaka gilt in ihrer Heimat als Vorreiterin, weil sie als erste Tansanierin sowohl in der Champions League als auch in der Women’s Super League gespielt hat und damit vielen jungen Mädchen als Vorbild dient. Ihr sportliches Ziel ist es, mit Brighton die Top Vier der WSL zu erreichen und erneut in der Champions League zu spielen. Gleichzeitig verfolgt sie mit der Nationalmannschaft das langfristige Vorhaben, sich regelmäßig für den Africa Women’s Cup of Nations zu qualifizieren und dort zumindest das Viertelfinale zu erreichen.
Masaka nutzt soziale Medien wie Instagram und TikTok, wo ihr Hunderttausende folgen, um durch Tanz- und Musikvideos den Kontakt zu Fans und Familie zu halten. Negative Kommentare blendet sie nach eigenen Angaben aus, um ihren positiven Einfluss auf junge Spielerinnen nicht zu gefährden.
In Interviews betonte sie, dass sie von erfahrenen Mitspielerinnen wie Fran Kirby und Nikita Parris vor allem Geduld im Umgang mit Verletzungen gelernt habe. Parallel zu ihrer Reha-Phase konzipierte sie 2025 die AKM Foundation, die Armut bekämpfen und Geschlechtergerechtigkeit durch Sport fördern soll, und stellte die Initiative im Mai 2025 mit einem Benefizspiel offiziell vor.
Für ihren Einsatz und ihre sportlichen Leistungen erhielt sie 2025 den Preis als Tansanische Sportlerin des Jahres des Nationalen Sportrats.